# Jayne Torvill
 (juin 2019).
Si vous disposez d'ouvrages ou d'articles de référence ou si vous connaissez des sites web de qualité traitant du thème abordé ici, merci de compléter l'article en donnant les références utiles à sa vérifiabilité et en les liant à la section « Notes et références ».
Jayne Torvill est une patineuse artistique britannique née le 7 octobre 1957. Elle a représenté, en danse sur glace, le Royaume-Uni avec son partenaire, Christopher Dean. Ils ont été mondialement connus pour leur interprétation en danse sur glace du Boléro de Maurice Ravel. Après s'être retirée définitivement de la compétition en 1994, elle devint professionnelle de danse sur glace.
Elle est mariée avec Phil Christensen et a deux enfants.

## Palmarès

### En couple artistique
Avec son partenaire Michael Hutchison (1970-1973)
| Compétitions principales        | 1971 | 1972 | 1973 |  |  |  |  |  |  |  |  |  |  |  |  |  |  |  |  |  |  |  |  |
| Jeux olympiques d'hiver         |      |      |      |  |  |  |  |  |  |  |  |  |  |  |  |  |  |  |  |  |  |  |  |
| Championnats du monde           |      |      |      |  |  |  |  |  |  |  |  |  |  |  |  |  |  |  |  |  |  |  |  |
| Championnats d’Europe           |      | 18e  |      |  |  |  |  |  |  |  |  |  |  |  |  |  |  |  |  |  |  |  |  |
| Championnats de Grande-Bretagne | 2e   | 1er  | 2e   |  |  |  |  |  |  |  |  |  |  |  |  |  |  |  |  |  |  |  |  |
|                                 |      |      |      |  |  |  |  |  |  |  |  |  |  |  |  |  |  |  |  |  |  |  |  |

### En danse sur glace
Avec son partenaire Christopher Dean (1975-1994)
| Compétitions principales        | 1978    | 1979    | 1980    | 1981    | 1982    | 1983    | 1984    | ... | 1994    |  |  |  |  |  |
| Jeux olympiques d'hiver         |         |         | 5e      |         |         |         | 1re     |     | 3e      |  |  |  |  |  |
| Championnats du monde           | 11e     | 8e      | 4e      | 1re     | 1re     | 1re     | 1re     |     |         |  |  |  |  |  |
| Championnats d’Europe           | 9e      | 6e      | 4e      | 1re     | 1re     | F       | 1re     |     | 1re     |  |  |  |  |  |
| Championnats de Grande-Bretagne | 3e      | 1re     | 1re     | 1re     | 1re     | 1re     | 1re     |     | 1re     |  |  |  |  |  |
|                                 |         |         |         |         |         |         |         |     |         |  |  |  |  |  |
| Autre compétition               | 1977/78 | 1978/79 | 1979/80 | 1980/81 | 1981/82 | 1982/83 | 1983/84 | ... | 1993/94 |  |  |  |  |  |
| Trophée NHK                     |         |         | 1re     |         |         |         |         |     |         |  |  |  |  |  |
| Légende : F = Forfait           |         |         |         |         |         |         |         |     |         |  |  |  |  |  |